# Przełom (Białoruś)
Przełom (biał. Пералом, ros. Перелом) – wieś na Białorusi, w obwodzie grodzieńskim, w rejonie grodzieńskim, w sielsowiecie Hoża, nad Niemnem, który stanowi tu granicę państwową z Litwą.

## Historia
W XIV w. istniał tu drewniany zamek litewski zbudowany dla obrony pogranicza przed krzyżakami, którego nazwę Wigand z Marburga zapisał jako Perla. W 1378 odbyła się tu bitwa pomiędzy krzyżakami a załogą litewską. 
W XV-XVI w. znajdowało się tu centrum powiatu przełomskiego, włączonego podczas reformy administracyjnej z lat 1564–1566 do powiatu grodzieńskiego.  
W Rzeczypospolitej Obojga Narodów wieś położona była w województwie trockim, w powiecie grodzieńskim i stanowiła starostwo niegrodowe przełomskie. Początkowo stanowiło ono dobro stołu królewskiego. Od XVII w. było w posiadaniu egzulantów smoleńsko-starodubowskich. Sejm 1773-1775 nadał im przełomskie dobra jako dziedziczne. Wieś weszła w skład Imperium Rosyjskiego w wyniku III rozbioru.
W dwudziestoleciu międzywojennym wieś leżała w Polsce, w województwie białostockim, w powiecie grodzieńskim, w gminie Hoża, przy granicy z Litwą.
Według Powszechnego Spisu Ludności z 1921 roku wieś zamieszkiwało 151 osób, wszystkie były wyznania rzymskokatolickiego oraz zadeklarowały polską przynależność narodową. Było tu 25 budynków mieszkalnych.
Miejscowość należała do parafii świętych apostołów Piotra i Pawła w Hoży.
Wieś podlegała pod Sąd Grodzki i Okręgowy w Grodnie; właściwy urząd pocztowy mieścił się w Hoży.